# Salmson 5
Salmson 5 byl prototyp dvoumístného pozorovacího letounu pro spolupráci s armádou (kategorie A.2) vyvinutý firmou Salmson v roce 1917. 
Jednalo se o dvouplošník konstrukčně vycházející z jejího úspěšného typu Salmson 2, od kterého se odlišoval mírně šípovitými křídly s pozitivním stupněním, odlišně tvarovanou svislou ocasní plochou a zvětšenou vodorovnou ocasní plochou, která na rozdíl od všech dosavadních konstrukcí firmy, užívajících plovoucí ocasní plochy, měla i pevnou stabilizační část. 
Při zkouškách prototypu bylo zjištěno, že jeho maximální rychlost je o 23 km/h nižší než u standardního Salmsonu 2, a jelikož typ nenabízel výkonnostní výhody ani v dalších oblastech, byly další práce na projektu opuštěny.

## Specifikace
Údaje podle publikace French Aircraft of the First World War

### Technické údaje
- Posádka: 2 (pilot a pozorovatel/střelec)
- Délka: 7,80 m
- Rozpětí: 12,20 m
- Výška: 2,91 m
- Pohonná jednotka: 1 × kapalinou chlazený hvězdicový motor Salmson 9Za
- Výkon pohonné jednotky:  230 hp (171,5 kW)

### Výkony
- Maximální rychlost: 169 km/h ve výši 2000 m